# Louis Vuitton Classic
Ne pas confondre avec la Coupe Louis-Vuitton, compétition sportive de voile, préliminaire à la Coupe de l'America, ni avec le Trophée Louis-Vuitton, compétition de voile qui a eu lieu en 2009-2010.
Pour les articles homonymes, voir Louis Vuitton (homonymie).
Louis Vuitton Classic est un concours d'élégance et un rallye automobile de prestige organisés irrégulièrement depuis 1993 avec des automobiles sportives rares d’exception. Ces concours sont organisés par le célèbre malletier français Louis Vuitton, « symbole de l’art du voyage », fondée à Paris en 1854 (groupe LVMH - Moët Hennessy Louis Vuitton). 

## Historique

### Louis Vuitton Classic Run
Ces rallyes automobile de prestige ont lieu depuis 1993 avec :
- 1993 : Louis Vuitton Classic Vintage Equato Run entre Singapour et Kuala Lumpur, via la jungle de Malaisie ;
- 1995 : Louis Vuitton  Classica Italia Run, en Italie, via le vignoble de Toscane ;
- 1997 : Louis Vuitton Classica Italia Run, en Italie, via le vignoble de Toscane ;
- 1998 : Louis Vuitton Classic China Run, entre Dalian et Pékin, via les rizières de Chine ;
- 2006 : Louis Vuitton Classic Bohême Run, en Bohême, entre Budapest et Prague ;
  - 2012 : Louis Vuitton Classic Sernissima Run, 1 400 km en quatre jours (24 au 28 avril) avec quarante-trois automobiles, entre Monte-Carlo et Venise, via les Alpes, la Suisse, les lac de Côme, lac de Garde, lac Majeur, Vérone... avec une exposition des participantes sur l'île de San Giorgio Maggiore à Venise à l'issue de la course.

### Louis Vuitton Classic Awards
Louis Vuitton récompense à chaque concours, deux automobiles de prestige et d'exception qui partagent les valeurs de l'innovation et du savoir-faire avec le célèbre malletier :
- « Louis Vuitton Classic Concept Award » récompense le concept car de l'année ;
- « Louis Vuitton Classic Concours Award » récompense l’automobile ayant remporté un « Best of Show » dans l'un des plus prestigieux concours d'élégance automobile du monde : Cavallino Classic, concours d'élégance d'Amelia Island, concours d'élégance Villa d'Este, concours d'élégance de Meadow Brook, The Quail et Pebble Beach Concours d'Elegance.